# 灰蕉鹃属

灰蕉鹃属（学名：Crinifer）是蕉鹃科下的一个属。它们都仅分布在非洲，为植食性，以植物的果实或种子为食。该属由波兰动物学家 Feliks Paweł Jarocki于1821年描述，以灰蕉鹃为模式种，其学名源于拉丁语中的（意思是“头发”）和（意思是“具有、带有”）。

## 下属物种
本属包括以下物种：
- 南非灰蕉鹃 Crinifer concolor (A.Smith, 1833)
- 白腹灰蕉鹃 Crinifer leucogaster (Ruppell, 1842)
- 棕脸灰蕉鹃 Crinifer personatus (Ruppell, 1842)
- 灰蕉鹃 Crinifer piscator
- 东非灰蕉鹃 Crinifer zonurus